# Kāndra
Kāndra är en ort i Indien.   Den ligger i distriktet Saraikela och delstaten Jharkhand, i den östra delen av landet, 1 100 km sydost om huvudstaden New Delhi. Kāndra ligger 182 meter över havet och antalet invånare är 6 902.
Terrängen runt Kāndra är platt åt sydost, men åt nordväst är den kuperad. Terrängen runt Kāndra sluttar österut. Runt Kāndra är det tätbefolkat, med 459 invånare per kvadratkilometer. Närmaste större samhälle är Jamshedpur, 14,7 km öster om Kāndra. Trakten runt Kāndra består till största delen av jordbruksmark.